# 함안군의회
함안군의회는 경상남도 함안군 지역을 관할하는 기초의회이다.